# Bibliothèque nationale de Russie
La Bibliothèque nationale de Russie (en russe : Российская национальная библиотека), située à Saint-Pétersbourg, est l’une des plus grandes bibliothèques publiques du monde. Elle est l'une des composantes du réseau de bibliothèques nationales de Russie chargée du dépôt légal, et ne doit pas être confondue avec la Bibliothèque d'État de Russie, située à Moscou, car les deux sites, bien que faisant partie du même réseau ont un statut distinct.
Elle comprend une collection unique et universelle de documents en langue russe et étrangère.

## Histoire

### Les origines de la bibliothèque
Après la mort de Voltaire, le 30 mai 1778, Catherine II acquit, auprès de ses héritiers, sa bibliothèque qui fut installée à Saint-Pétersbourg par Jean-Louis Wagnière, le secrétaire du défunt.
Denis Diderot ayant séjourné à Saint-Pétersbourg de l'automne 1773 au printemps 1774, consacra à la Russie un certain nombre de textes écrits après ce voyage. Il vendit, ensuite, sa bibliothèque à Catherine II. Après sa mort, sa bibliothèque et ses archives furent envoyées à Saint-Pétersbourg, en juin 1786.
Aux livres de Diderot et de Voltaire s'ajoutèrent les 420 000 livres de la Bibliothèque Załuski de Varsovie, confisqués par la Russie, après la répression de l'insurrection de Kościuszko en 1794 et la prise de la capitale polonaise par Alexandre Souvorov. C'est là l'origine de la Bibliothèque publique impériale (en russe : Императорская Публичная библиотека) en 1795.
Le 27 mai 1795, Catherine II approuva officiellement le projet de la construction du bâtiment de la Bibliothèque publique impériale, projet présenté par l'architecte Egor Sokolov. L’architecte et son équipe ont commencé à mettre en œuvre dans un bref délai la décision du Catherine II. La construction du premier bâtiment conçu spécialement pour abriter cette bibliothèque a commencé en juin 1795. L'emplacement a été choisi en plein centre de la capitale d’alors, au croisement de la grande route Nevski et de l'une des principales rues transversales, non loin des palais impériaux et encore plus proche du centre commercial Gostiny Dvor.
Conformément à son statut, la Bibliothèque nationale devait accueillir en son sein tout ce qui était publié dans l'Empire russe. Cela aboutit rapidement à un important accroissement des fonds et nécessita une extension constante des magasins. C’est pourquoi, entre 1828 et 1832, fut édifié, d’après le projet de K. I. Rossi et A. F. Chtchédrine, le deuxième corps du bâtiment de la bibliothèque, contigu au bâtiment déjà existant, et dont la façade donnait sur la place du théâtre Alexandre, actuelle place Ostrovsky. L’architecture de ce nouveau bâtiment reprend des motifs de l’ancien : sa façade est décorée d’une magnifique colonnade et de bas-reliefs, représentant des savants, des philosophes et des poètes anciens; puis la statue de Minerve couronnant l’attique. Pour la décoration, on fit appel à de nombreux sculpteurs et artistes connus, ce qui eut pour résultat de faire de ce bâtiment l’une des pièces maîtresses d’un très bel ensemble architectural de la place.

### Pendant le régime soviétique
Après le départ du Gouvernement de Pétrograd pour Moscou, la bibliothèque continua à assurer des fonctions de Bibliothèque nationale de Russie. En 1925, elle s’est appelée Bibliothèque publique d’État et en 1932, elle prit le nom de Bibliothèque Mikhaïl Saltykov-Chtchedrine (jusqu'en 1992).

### Les années de la Seconde Guerre mondiale. Siège de Léningrad. (1941 - 1945)
La guerre contre l’Allemagne nazie qui a commencé le 22 juin 1941 et le siège de Leningrad qui a duré 900 jours resteront à jamais la plus grande douleur de l’histoire de la Bibliothèque nationale russe. Au cours des premiers mois de la guerre, plus de 50 membres du personnel ont rejoint les forces combattantes. Au cours du terrible hiver 1941-1942, au moins 138 personnes ont perdu la vie. Par conséquent, le nombre des employés de la bibliothèque tomba à environ 200, soit le quart du chiffre du temps de paix. Ils ont dû accomplir un travail énorme dans des conditions incroyablement difficiles. Malgré cela, tout au long de la guerre, y compris pendant la période du siège, la bibliothèque n'a pas cessé de servir ses lecteurs.
Les parties les plus précieuses de la collection sont les manuscrits, les incunables, et d'autres anciens livres imprimés. Dans un délai exceptionnellement court, ils ont été emballés pour être évacués. Un groupe important d'employés qui accompagnaient les livres ont réussi à conserver ces trésors inestimables sains et saufs dans des conditions totalement inimaginables; et en octobre 1945, ces œuvres ont été restituées à Léningrad (actuel Saint-Pétersbourg).

### Depuis 1992
En 1998, un nouveau site est inauguré sur la perspective de Moscou, au sud de la ville.
À la veille de son bicentenaire, la Bibliothèque affronta de grandes difficultés, surtout pour le développement de ses collections. Mais elle inaugure avec confiance une nouvelle phase de son développement : construction d'un nouvel édifice, développements informatiques et révisions législatives.
Dans la Bibliothèque nationale russe, une place particulière est réservée aux départements de production scientifique et celui de la production scientifique spécialisée, en l’occurrence : Département des journaux, Département des manuscrits et de livres rares, Département des estampes, Département de cartographie, Département des publications musicales et des enregistrements sonores, Département des littératures nationales, Département des littératures en langues des pays d’Asie et d’Afrique, Département des documents d'archives de la Bibliothèque nationale de Russie. Chacun de ces départements réalise un ensemble de travaux portant sur : l'organisation et le stockage des fonds, le catalogage des publications spécialisées, le maintien d'un appareil de référence et bibliographique, les travaux scientifiques et bibliographiques scientifiques concernant la description et la divulgation des fonds. Un important programme était mis sur pied pour la participation à des programmes d'exposition au sein de la Bibliothèque nationale russe et au-delà, y compris à l’étranger. Les spécificités de chacun de ces départements sont déterminées à la fois par la nature des ressources générées et les particularités du lectorat.
La collection de la bibliothèque comprend plus de 17 millions de livres, plus de 11 millions de revues et publications en cours, 3,8 millions de documents normatifs et techniques, 1,5 million d'exemplaires des journaux, 1,3 million d’albums d'art, 410 000 éditions de partitions, environ 200 000 cartes et atlas, 444 000 documents sur microformes, près de 60 000 documents lisibles par machine sur supports amovibles et autres documents dans plus de 100 langues.
La bibliothèque doit incarner un espace culturel et un lieu de valeur spirituelle. Pour accomplir cette noble mission, il y est organisé des événements qui visaient à attirer des lecteurs en mettant en relief toutes les richesses potentielles de la bibliothèque. La Bibliothèque nationale russe accueille donc régulièrement des évènements, des conférences diverses, des rencontres avec des lecteurs, des expositions et des excursions. Grâce à ses activités éducatives, la Bibliothèque nationale russe sensibilise sur la compréhension et la beauté de la diversité culturelle de la ville, du pays et du monde.

## Galerie

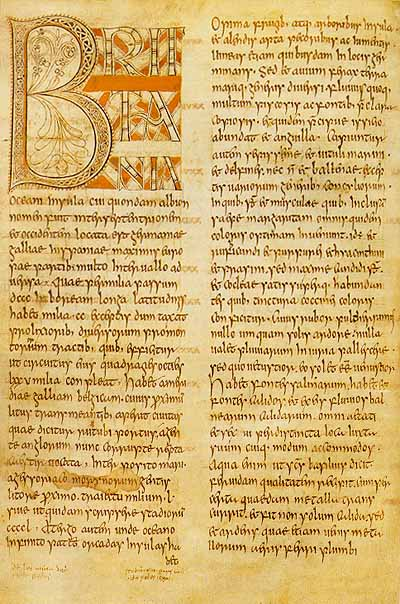
Manuscrit de Bède le Vénérable (746).
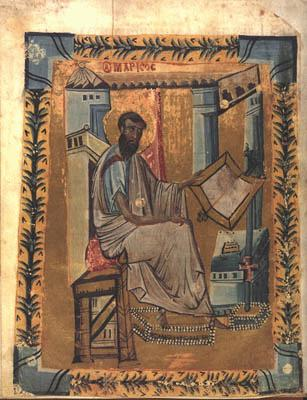
Évangéliaire de Trébizonde Xe siècle).
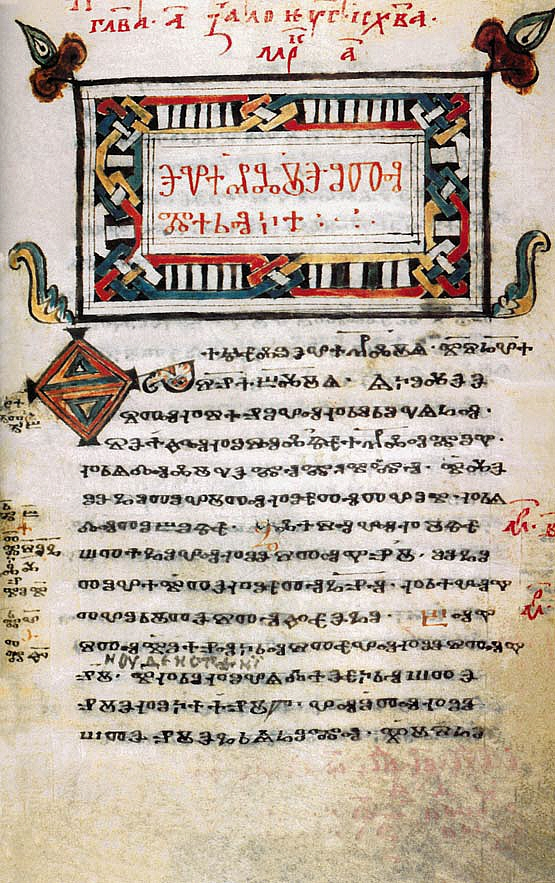
Codex Zographensis (en) (vers l'an 1000).
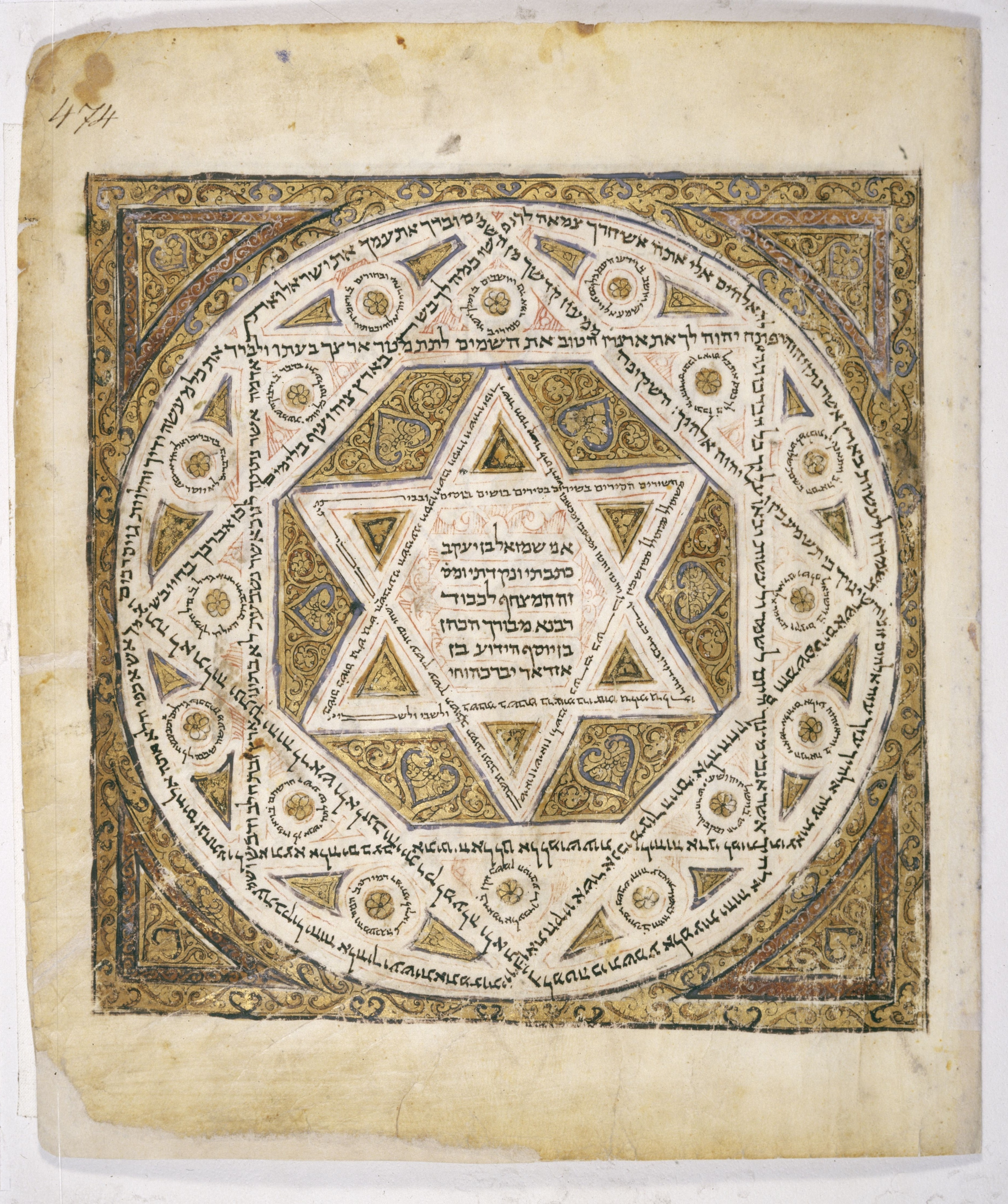
Codex de Léningrad (vers l'an 1010).
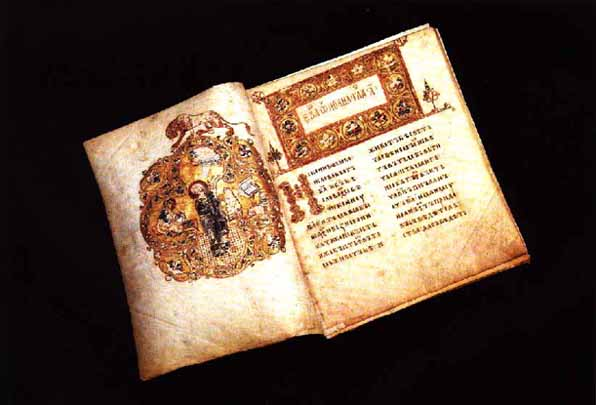
Évangéliaire d'Ostromir (1056).
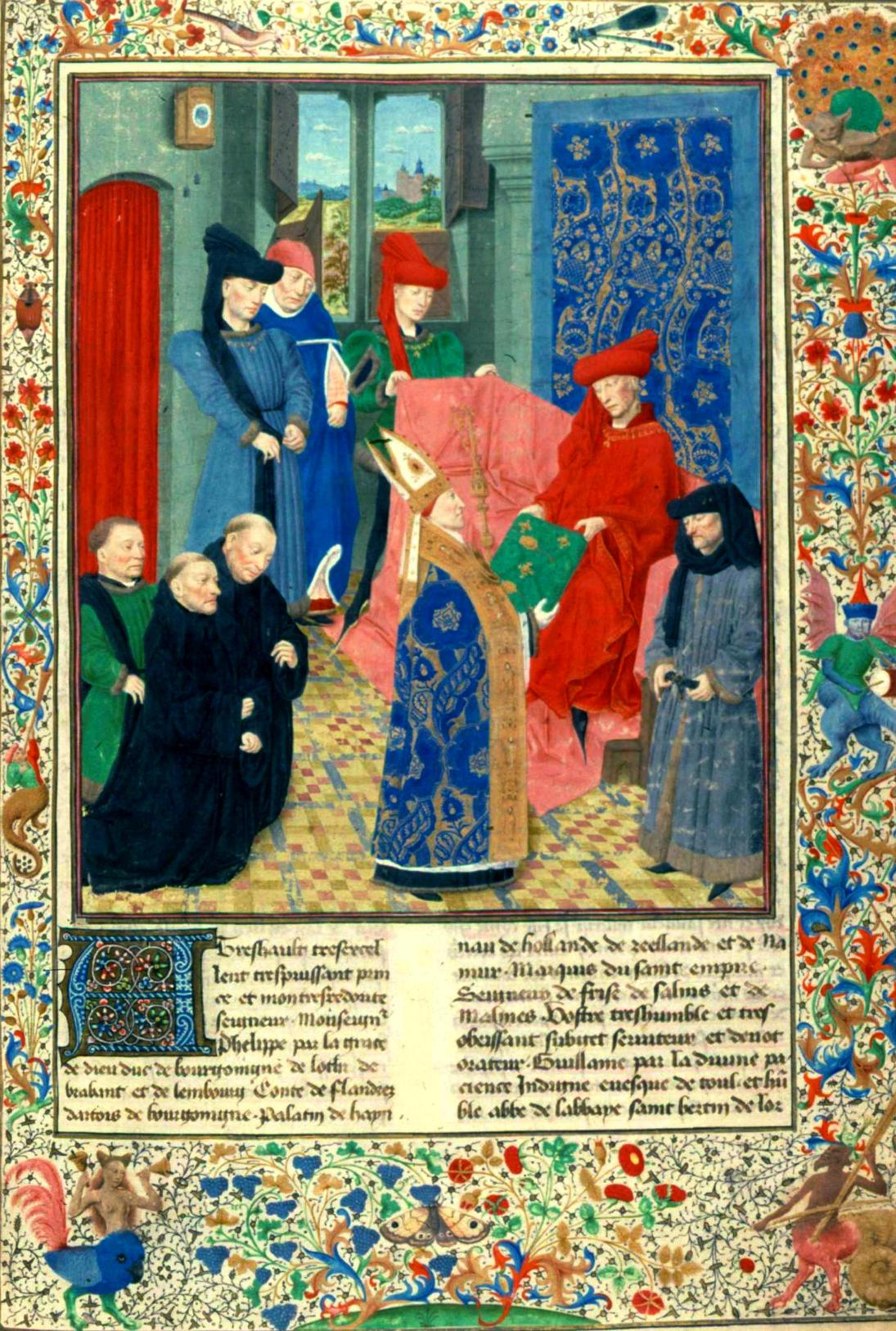
Les Grandes Chroniques de France de Simon Marmion (vers 1450).
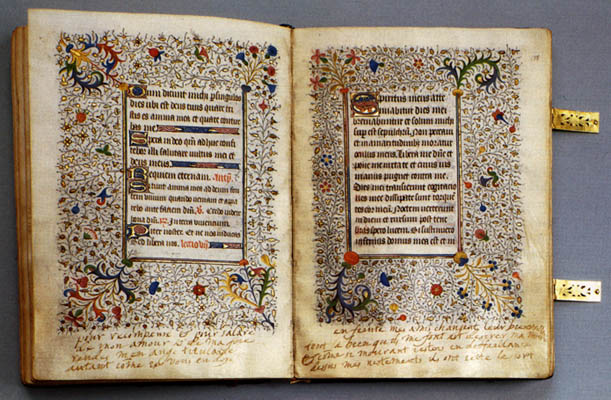
Bréviaire de Marie Ire d'Écosse (vers 1490).
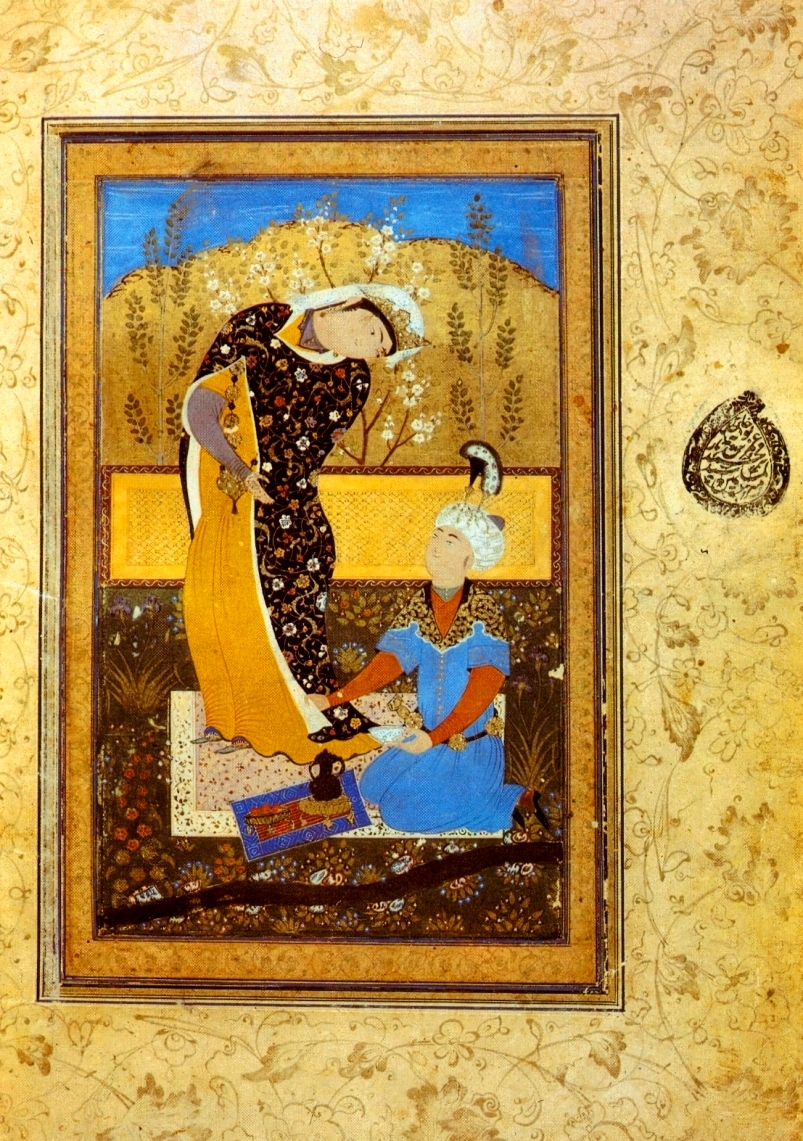
Les Amoureux, miniature persane d'après l'œuvre de Saadi (1575-1576).